# Fortunate Son
Fortunate Son är en rocklåt och sång av Creedence Clearwater Revival från deras album Willy and the Poor Boys. Sången, som först släpptes år 1969 som baksida till singeln Down on the Corner handlar om en till Vietnamkriget inkallad soldats tankar.
Titeln syftar på de män som slapp tjänstgöring i Vietnamkriget genom föräldrarnas politiska inflytande och/eller pengar, och sångaren John Fogerty kommer hela tiden tillbaka till frasen "I ain't no fortunate one".
Låten handlar om att låtskrivaren ansåg att det för rika människor var väldigt lätt att slippa undan militärtjänstgöring, genom att exempelvis ha kontakter för att få tjänstgöra i Nationalgardet istället för att skickas till Vietnam.